# Omonogawa
Omonogawa (jap. 雄物川町 Omonogawa-machi) – dawne miasteczko w północnej Japonii, na wyspie Honsiu, nad rzeką Omono-gawa. Włączone zostało w skład miasta Yokote w prefekturze Akita.

## Historia
Miasteczko (machi) Omonogawa powstało 1 kwietnia 1955 roku z połączenia miasteczka Numadate, wsi Satomi i Fukuchi oraz części dzielnicy Ōsawa z wioski Meiji w Ogachi. 10 października tego roku włączono do Omonogawy także wieś Tateai z wyjątkiem jej części leżącej w dzielnicy Miyata. 1 kwietnia 1957 roku dzielnice Numata i Kuwanoki z miasteczka Jūmonji weszły w skład Omonogawy. Z kolei 20 czerwca tego roku odłączono od niej dzielnicę Taruminai i przyłączono do Hiraki. 1 października 2005 roku Omonogawa wraz z Masudą, Hiraką, Ōmori, Jūmonji, Sannai i Taiyū utworzyły miasto Yokote.
Współcześnie istnieją tu m.in. osiedla: Omonogawamachi Yagami, Omonogawamachi Imashuku, Omonomogawamachi Nankata, Omonogawamachi Osawa, Omonogawamachi Kashiwagi, Omonogawamachi Jono, Omonogawamachi Nishino, Omonogawamachi Tsukuriyama, Omonogawamachi Mashuku, Omonogawamachi Sunagota i Omonogawamachi Aizuka.